# حزامية (نبات)
الحزامية أو الغمرة أو الزوستيرة (الاسم العلمي: Zostera) هي جنس من النباتات يتبع الفصيلة الحزامية من رتبة المزماريات. تتميز بتكوين مروج تحت الماء. يوجد منها 18 نوعاً منها حول العالم ثلاثة أنواع منها في أوروبا وثلاثة أخرى في أستراليا. اسمها باللغات الأوروبية مشتق من الكلمة اليونانية zoster والتي تعني الحزام أو الشريط وذلك بسبب شكل أوراقها.

## أنواع نبات الحزامية
- حزامية ضيقية الأوراق (الاسم العلمي:Zostera angustifolia)
- حزامية آسيوية (الاسم العلمي:Zostera asiatica)
- حزامية أجمية (الاسم العلمي:Zostera caespitosa)
- حزامية رأس الرجاء (الاسم العلمي:Zostera capensis)
- حزامية كابريكورنية (الاسم العلمي:Zostera capricorni)
- حزامية مسوقة (الاسم العلمي:Zostera caulescens)
- حزامية تشيلية (الاسم العلمي:Zostera chilensis)
- حزامية يابانية (الاسم العلمي:Zostera japonica)
- حزامية بحرية (الاسم العلمي:Zostera marina)
- حزامية مؤنفة (الاسم العلمي:Zostera mucronata)
- حزامية مولرية (الاسم العلمي:Zostera muelleri)
- حزامية سوداء الساق (الاسم العلمي:Zostera nigricaulis)
- حزامية نولتية (الاسم العلمي:Zostera noltii)
- حزامية نيوزيلندية (الاسم العلمي:Zostera novazelandica)
- حزامية متعددة الدثر (الاسم العلمي:Zostera polychlamys)
- حزامية تسمانية (الاسم العلمي:Zostera tasmanica)
- حزامية غامضة (الاسم العلمي:Zostera dubia)
- حزامية جيوجية (الاسم العلمي:Zostera geojeensis)